# سيرس (مقاطعة)
سيرس إحدى مقاطعات اليونان عاصمتها مدينة سيرس